# روبرت وايت (لاعب كريكت)
روبرت وايت (15 أكتوبر 1979 في المملكة المتحدة - ) (بالإنجليزية: Robert White)‏ هو لاعب كريكت بريطاني. لعب مع نادي مقاطعة نورثامبتونشير للكريكت ‏.

## وصلات خارجية
- روبرت وايت على موقع إي آس بي آن كريك إنفو (الإنجليزية)